# Essiv
Der Essiv (von lateinisch esse = „sein“) ist ein Kasus in finno-ugrischen Sprachen, welcher einen Zustand ausdrückt.
Im Deutschen entspricht dem Essiv oft das Wort „als“ in Wendungen wie z.  B. „als Lehrer“.

## Finnisch
Im Finnischen hat der Essiv die Endung -na bzw. -nä, z. B. lapsena = „als Kind“. Die Endung lautet im Plural -ina/-inä/-eina,-einä. Die Endung richtet sich nach der Vokalharmonie. Bei Wörtern mit Stufenwechsel wird die „starke“ Stufe verwendet. Beispiele:
- kiss/-ana, kiss/-oina
- koir/-ana, koir/-ina
- lehm/-änä, lehm/-inä

Der Essiv wird auch sehr häufig temporal verwendet, unter anderem bei Wochentagen, z. B.: Tulen perjantaina. = „Ich komme am Freitag.“

## Estnisch
Im Estnischen lautet die Endung -na bzw. im Plural -tena oder -dena, z. B. müüjana = „als Verkäufer“.

## Samisch
Im Samischen hat der Essiv die Endung -n, wobei nicht zwischen Singular und Plural unterschieden wird. In Wörtern mit Stufenwechsel hat der Essiv die gleiche Stufe wie der Nominativ Singular.
Beispiel: Son lea isidin dálus. = „Er ist Bauer auf dem Hof.“ (wörtl.: „als Bauer“)

## Ungarisch
Das Ungarische kennt zwei Formen des Essiv. Beide Formen sind in der Umgangssprache eher selten und normalerweise nur in geschriebener Form (Literatur) zu finden.

### Essiv-Modal
Der Essiv-Modal wird mit dem Suffix -ul oder -ül gebildet. Er ist wörtlich wie ein vergleichendes „wie“ oder „als“ zu verstehen. Beispiele:
- barátjául fogad = „als Freund annehmen, akzeptieren“ (d h., muss kein Freund sein)
- fivérül szeret = „wie einen Bruder lieben“ (auch wenn er es nicht ist)
- kutyául érzi magát = „fühlt sich wie ein Hund“ (obwohl er offensichtlich kein Hund ist)
- hajóul = „als Schiff“
- például = „als Beispiel“

### Essiv-Formal
Der Essiv-Formal wird mit dem Suffix -ként gebildet. Es bedeutet im Deutschen so viel wie „als“. Beispiele:
- tanárként dolgozik = „als Lehrer arbeiten“ (d. h., er ist in diesem Moment Lehrer)
- orvosságként bevette = „als Medizin eingenommen“ (d h. so viel wie, es ist Medizin)
- elsőként = „als Erster“